# Midgard (album)
Midgard è l'album di debutto del gruppo musicale italiano Holy Shire, pubblicato nel 2014 sotto l'etichetta Bakerteam Records.

## Tracce
Tutte le canzoni sono scritte e arrangiate da Holy Shire eccetto dove notato.
1. Bewitched (My Words Are Power)
2. Winter Is Coming
3. Gift Of Death
4. Overlord of Fire
5. Holy Shire
6. The Revenge of the Shadow
7. Beyond
8. Holy War
9. Midgard

Digipack
1. Bewitched (My Words Are Power)
2. Winter Is Coming
3. Gift Of Death
4. Overlord of Fire
5. Holy Shire
6. The Revenge of the Shadow
7. Beyond
8. Holy War
9. Midgard
10. Greensleeves (cover di brano tradizionale)

## Formazione
- Erika Ferraris (Aeon Flux) - voce
- Simeone Monici (Reverend Jack) - tastiere
- Alessandro Baglioni (Ale) - flauto
- Andrea Faccini (Andrew Moon) - chitarra elettrica principale
- Edoardo Santoni (Ed Gibson) - chitarra elettrica
- Piero Chiefa (BlackBass) - basso elettrico
- Massimo Pianta (TheMaxx) - batteria e percussioni

### Altri musicisti
- Elisa Balconi - voci addizionali e controcanti
- Davide Sibella - basso su Greensleeves